# Teoria psicodinàmica

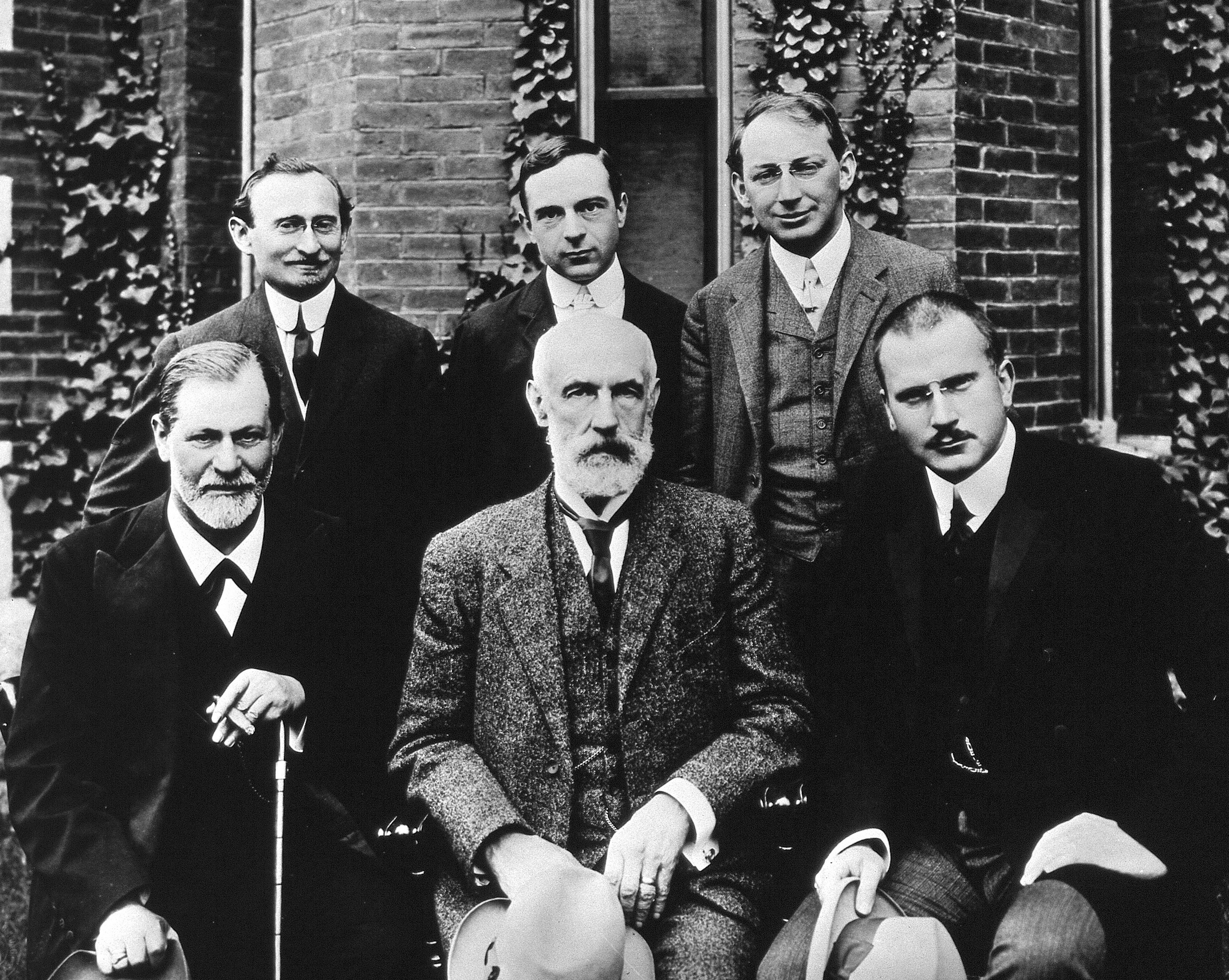
Sigmund Freud, G. Stanley Hall, Carl Jung; Back row: Abraham A. Brill, Ernest Jones, Sándor Ferenczi als Estats Units.

La psicodinàmica o psicologia dinàmica és la teoria i l'estudi sistematitzat de les forces psicològiques que actuen sobre el comportament humà, emfatitzant la interacció entre les motivacions subconscients i conscients.
El concepte original de psicodinàmica va ser desenvolupat per Sigmund Freud Freud suggerí que els processos psicològics són fluxos de psicoenergia en un cervell complex, establint-se una psicodinàmica en la base de l'energia psicològica que es refereix a la libido.
La psicoteràpia psicodinàmica és una forma menys intensiva comparada amb la psicoanàlisi clàssica practicada pels freudians estrictes, demana sessions d'una vegada a la setmana en lloc de 3 a 5 vegades a la setmana típiques de la tradició psicoanalítica.
Les teràpies psicodinàmiques depenen d'una teoria de conflictes interns que surten a la llum com comportament o emocions. Generalment un conflicte és subconscient.
Freud proposà que l'energia psicològica era constant per tant els canvis emocionals consisteixen només en desplaçament i que tendeixen a descarregar-se per la catarsi.

## Bobliografia
- Brown, Junius Flagg & Menninger, Karl Augustus (1940). The Psychodynamics of Abnormal Behavior, 484 pages, McGraw-Hill Book Company, inc.
- Weiss, Edoardo (1950). Principles of Psychodynamics, 268 pages, Grune & Stratton
- Pearson Education (1970). The Psychodynamics of Patient Care Prentice Hall, 422 pgs. Stanford University: Higher Education Division.
- Jean Laplanche et J.B. Pontalis (1974). The Language of Psycho-Analysis, Editeur: W. W. Norton & Company, ISBN 0-393-01105-4
- Raphael-Leff, Joan. Parent Infant Psychodynamics – Wild Things, Mirrors, and Ghosts.  Wiley, 2005. ISBN 1-86156-346-9.
- Shedler, Jonathan. "That was Then, This is Now: An Introduction to Contemporary Psychodynamic Therapy", PDF Arxivat 2010-11-16 a Wayback Machine.